# زن (فیلم ۱۹۶۸)
زن (انگلیسی: Woman) فیلمی است که در سال ۱۹۶۸ منتشر شد.